# Lavern Roach
Pour les articles homonymes, voir Roach.
Raymond « Lavern » Roach est un boxeur américain né le 22 février 1925 à Plainview au Texas et mort le 23 février 1950 à New York des blessures de son 31e combat professionnel. 

## Carrière
Débutant de l'année 1947 selon Ring Magazine, Lavern Roach enchaîne les succès au plus haut niveau et est considéré comme un prétendant lorsqu'il meurt tragiquement d'un hématome sous-dural au lendemain de son combat contre Georgie Small qui s'est tenu le jour de son 25e anniversaire. Boxant dans la catégorie des poids moyens, Roach est un prospect texan prometteur jusqu'à affronter le prétendant français au championnat du monde Marcel Cerdan le 12 mars 1948 au Madison Square Garden de New York. Allé au tapis à sept reprises en huit rounds, sa carrière prend un autre tournant. Après deux défaites surprenantes contre Charley Zivic et Johnny Hansbury, il prend sa retraite sportive et retourne dans sa ville natale avec sa femme et sa fille et prend un emploi dans le secteur de l'assurance. Au début de l'année 1950, il revient à la boxe professionnelle en se sentant selon lui plus fort que jamais.